# Betrichia occidentalis
Betrichia occidentalis is een schietmot uit de familie Hydroptilidae. De soort komt voor in het Neotropisch gebied.